# (305) Gordonia
(305) Gordonia es un asteroide perteneciente al cinturón de asteroides descubierto el 16 de febrero de 1891 por Auguste Honoré Charlois desde el observatorio de Niza, Francia.
Está posiblemente nombrado en honor de James Gordon Bennett «Junior» (1841-1918), editor del New York Herald.